# Sjwa
Met sjwa (of schwa) wordt de uitspraak van de zogenaamde stomme e of doffe e (bijvoorbeeld in het woord 'vader') aangeduid. De sjwa is een klinker. Bij het uitspreken van de sjwa zijn de spieren in de mond in rust. De sjwa staat in de klinkervierhoek dan ook in het midden.
In het Nederlands en de meeste andere Europese talen zijn lettergrepen met sjwa's altijd onbeklemtoond. Het Albanees en Bulgaars vormen hierop uitzonderingen. Het Roemeens kent twee sjwa-klanken, één midden in de mond (ă) en één vanboven in de mond (â/î). In het Roemeens komen deze klanken in een groot deel van de woorden terug. In het Nederlands komt de sjwa veel voor; dit is veroorzaakt door een verschuiving in het Oudnederlands, waarin de onbeklemtoonde lettergrepen in de loop der tijd allemaal gingen samenvallen op de sjwa. Het einde van dit proces geldt taalkundig als het overgangspunt tussen Oudnederlands en Middelnederlands.
In het Internationaal Fonetisch Alfabet wordt de sjwa geschreven met een 'omgekeerde e': ə. Deze komt ook in het Azerbeidzjaans voor en wordt dan als 'a' getranslitereerd. In het Nederlands wordt de sjwa standaard geschreven als e (vader). Om etymologische redenen worden sommige sjwa's geschreven als ij (-lijk), i (-ig, bijv. in gezellig). Verder wordt de sjwa met een u geschreven in sommige plaatsnamen, zoals Winsum, en met een apostrof in m'n en z'n.
De Nederlandse sjwa (IPA ə) verschilt op een subtiele manier van de u-klank in put (IPA ʏ): de laatste klinker van katterig is net iets anders dan die van kattenrug. Vanwege de gelijkenis met deze klank gebruikt men in het taalonderwijs soms de term 'duffe u' voor de sjwa.
Voor een l (zoals in winkel) klinkt de sjwa meer als o, tenzij er weer een sjwa volgt (zoals in winkelen). Dit verklaart waarom kinderen soms winkol schrijven.  We treffen dit ook aan in het Spaanse woord apóstol.
Het begrip sjwa wordt ook weleens gebruikt om enige epenthetische klinkers aan te duiden, ongeacht de manier waarop ze worden uitgesproken.

## Etymologie
Het Hebreeuwse  שְׁוָא (šěwā’, /ʃəˈwaʔ/) betekent iets als 'leegte‘. In deze taal wordt de sjwa aangegeven met twee punten onder elkaar, die onder een medeklinker worden weergegeven in gevocaliseerde teksten, en geeft hij ook de 'stomme e' weer. Hij kan ook helemaal niet uitgesproken worden, waarop men spreekt van een sjwa 'nach', wat zoveel betekent als 'rustende' sjwa.